# Käsestraße Schleswig-Holstein
Die Käsestraße ist eine Ferienstraße, die die käseproduzierenden Betriebe in Schleswig-Holstein als Reiseroute verbindet.
Da die Betriebe über das ganze Land verteilt sind, geht die Käsestraße auf einer Länge von rund 500 Kilometer einmal rund um Schleswig-Holstein. Die erste Präsentation der Käsestraße erfolgte im Juli 1999. Anfang 2000 wurde der Verein „Käsestraße Schleswig-Holstein“ gegründet. Durch Burchard Bösche wurde auch ein Buch über die Idee und Gründung der Käsestraße in Schleswig-Holstein veröffentlicht.
Ihre Hauptarbeit ist die Repräsentation des in Schleswig-Holstein hergestellten Käses.